# Stenohippus aethiopicus
Stenohippus aethiopicus är en insektsart som beskrevs av Boris Petrovich Uvarov 1938. Stenohippus aethiopicus ingår i släktet Stenohippus och familjen gräshoppor. Inga underarter finns listade i Catalogue of Life.